# Grot van Foissac

De prehistorische grot van Foissac ligt in Zuid-Frankrijk, vlak bij het plaatsje Foissac.
Deze grot werd ontdekt in 1965 door twee boeren en ging open voor publiek in 1973. De boeren zagen in de winter ergens damp vandaan komen, en toen ze beter keken zagen ze dat de damp uit een gat kwam: de grot van Foissac.
De grot is zeven kilometer lang en bevat een aantal natuurverschijnselen die in de loop der eeuwen in de grot zijn gegroeid. Zo zijn er op een bepaalde plek stalactieten die bolvormig zijn geworden door bepaalde stoffen in het water. Ook zijn er in deze grot archeologische vondsten gedaan. Zo is er achter in de grot een aantal skeletten gevonden uit de kopertijd. Men vermoedt dat de ruimte achter in de grot werd gebruikt als een soort graftombe. De skeletten liggen nog op precies dezelfde plek als waar ze zijn gevonden in de grot. Er zijn ook potten gevonden uit de kopertijd. Ook deze vondsten kun je nog steeds zien in de grot.
Een ondergrondse rivier (een zijtak van de rivier de Lot) loopt door de grot en heeft ervoor gezorgd dat de grot heeft kunnen ontstaan. Er zijn ook oude stukken hout in die rivier gevonden.
In de grot bedraagt de temperatuur het hele jaar door constant 13 graden Celsius. Vandaar dat de boeren die de grot hadden ontdekt, damp zagen opkomen uit de ingang: de temperatuur in de grot was 's winters hoger dan de temperatuur buiten. Door de constante temperatuur van 13 graden groeien er kristallen in de grot.